# 玉流橋
39°1′30″N 125°45′40″E / 39.02500°N 125.76111°E

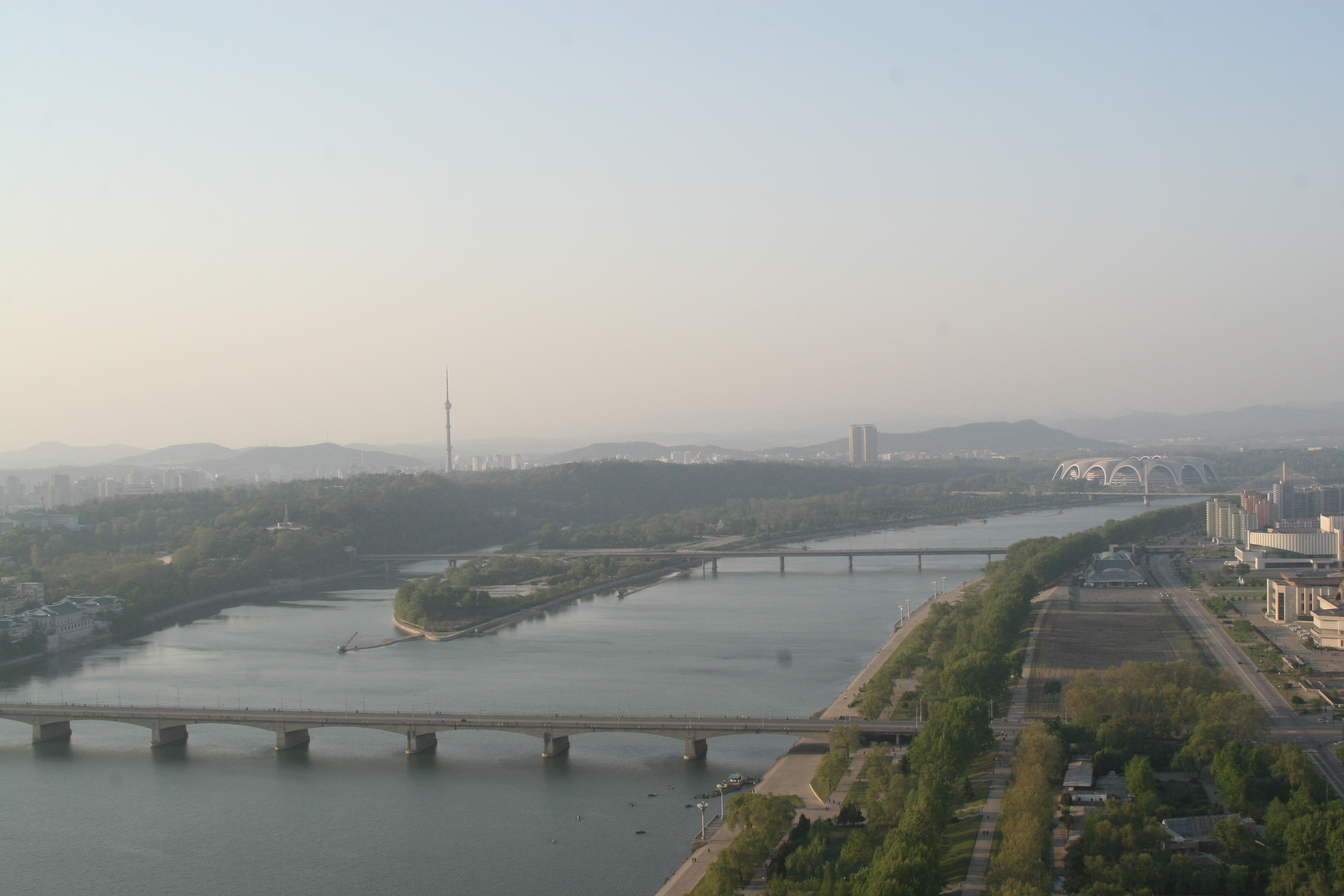
大同江玉流橋俯瞰

玉流橋（：／）是位於朝鮮平壤市大同江上一座橋，是大同江六橋之一，位於綾羅橋和大同橋之間。該橋連接了江左岸的大同江區和右岸的中區。橋左端有平壤著名餐廳玉流館，右端則緊鄰著主體思想塔。橋於1958年開建，1960年竣工。